# فولویا مامی
فولویا مامی (ایتالیایی: Fulvia Mammi؛ ۲۵ مهٔ ۱۹۲۷ – ۴ ژوئن ۲۰۰۶) بازیگر اهل ایتالیا بود.
از فیلم‌ها یا برنامه‌های تلویزیونی که وی در آن نقش داشته‌است، می‌توان به آنتونیوی زیبا و دانشجویان گاسکونیا اشاره کرد.